# لوسي باري
لوسي آنابيل باري (ولدت في 5 مايو 2004) هي لاعبة كرة قدم إنجليزية محترفة تلعب في مركز المدافعة مع نادي ليفربول لكرة القدم للسيدات في الدوري السوبر للسيدات، انضمت لوسي باري إلى نادي ليفربول للسيدات منذ أن كانت في السابعة من عمرها ووقعت عقدًا جديدًا مع النادي في أغسطس 2024، بعد فترة إعادة لنادي، مثلت منتخب إنجلترا للشباب وقائدة منتخب إنجلترا تحت 19 عامًا.

## مسيرة النادي

### نادي ليفربول

#### نشأتها
دأت باري مسيرتها الكروية مع نادي ليفربول للسيدات عندما انضمت إلى فريق الشباب في سن السابعة، شاركت لأول مرة مع الفريق الأول في فوز بطولة السيدات ضد نادي كوفنتري يونايتد للرجبي في 4 أكتوبر 2020، حيث دخلت كبديلة لـ بيكي جين. وبذلك أصبحت أصغر لاعبة على الإطلاق تشارك مع الفريق الأول في سن 16 عامًا و150 يومًا. لم تُستخدَم إلا نادرًا خلال فترتها الأولى مع الفريق الأول، حيث شاركت في 11 مباراة فقط في جميع المسابقات خلال فترة مشاركة النادي في دوري الدرجة الأولى للسيدات. وقّعت أول عقد احترافي لها مع ليفربول في يوليو 2022.

#### إعارة إلى هيبرنيان
بعد فترة وجيزة من توقيع أول عقد احترافي لها مع ليفربول، انتقلت باري على سبيل الإعارة إلى نادي هيبرنيان في الدوري الاسكتلندي الممتاز للسيدات طوال موسم 2022–23. سرعان ما رسخت مكانتها كخيار أول في مركز الظهير الأيمن للفريق، حيث شاركت في 30 مباراة في جميع المسابقات مع النادي، وبدأت أساسيةً في 27 منها. سجلت أول هدف لها على مستوى الكبار في مباراة بالدوري ضد ماذرويل في 21 أغسطس 2022. واصلت اللعب في نهائي كأس الدوري الاسكتلندي الممتاز للسيدات 2022 للنادي، والذي خسروه بنتيجة 2-1 أمام نادي رينجرز. وتم الإعلان عنها كأفضل لاعبة في النادي في نهاية الموسم.

#### العودة إلى ليقربول
بعد عودتها من الإعارة، قدمت باري موسمًا مميزًا خلال موسم 2023-2024 لفريق ليفربول للسيدات، ووصفته صحيفة "ليفربول إيكو" بأنه "مذهل للغاية". شاركت في 16 مباراة في جميع المسابقات مع فريق الريدز حيث احتلوا المركز الرابع في الدوري الممتاز للسيدات، وهو أعلى مركز لهم في الدوري منذ تحقيق الصعود في موسم 2021-22 في بطولة الاتحاد الإنجليزي للسيدات. في 7 أغسطس 2024، أُعلن أنها وقعت على تمديد عقد جديد مع النادي لمدة غير معلنة. كما قامت بتبديل قميصها رقم 32 بالرقم 2، الذي أصبح شاغرًا بعد رحيل إيما كويفيستو عن الفريق. بدأت موسم موسم 2024–25 كخيار أول في مركز الظهير الأيمن للفريق، حيث بدأت مع الريدز في المباراة الافتتاحية لموسم الدوري ضد ليستر سيتي.

## مسيرتها الدولية
شاركت باري في بطولة أوروبا للسيدات تحت 19 عامًا 2022 مع منتخب إنجلترا تحت 19 عامًا. بعد أن سجلت هدفين مرة أخرى أيرلندا الشمالية في التصفيات في 23 أكتوبر 2021. في فبراير 2023، قادت منتخب إنجلترا تحت 19 عامًا في مباريات بطولة لا نوسيا الدولية ضد ألمانيا وسويسرا.
تم اختيار باري ضمن تشكيلة منتخب إنجلترا تحت 23 عامًا لكرة القدم لمباريات الدوري الأوروبي ضد هولندا والبرتغال في أكتوبر 2024.

## الإنجازات
نادي ليفربول
- الدوري السوبر للسيدات 2: 2021-22

نادي هيبرنيان
- كأس الدوري الاسكتلندي الممتاز للسيدات: 2021-22 (المركز الثاني)